# Institut Technik-Theologie-Naturwissenschaften
Das Institut Technik-Theologie-Naturwissenschaften (Institut TTN) ist ein An-Institut an der Ludwig-Maximilians-Universität München. Träger ist der Verein zur Förderung des Dialogs zwischen Technik, Theologie und Naturwissenschaft e.V.
Die Arbeitsschwerpunkte des Instituts liegen in Projekten über ethische Fragen aus den Bereichen Biotechnologie, Gentechnologie, Medizin, Landwirtschaft, Umwelt und Energietechnik sowie ihrer wirtschaftlichen Anwendung. Das Institut wurde 1992 auf Initiative einer Gruppe von Naturwissenschaftlern, Philosophen, Technikern aus der Industrie und Theologen mit dem Ziel gegründet, den interdisziplinären Dialog über ethische Fragen aus Naturwissenschaft und Technik zu fördern. Es finanziert sich durch Mitgliederbeiträge seines Trägervereins, Förderzuschüsse der Evangelisch-Lutherischen Kirche in Bayern, Sponsorengelder und Drittmittel der Forschungsförderung.

## Arbeitsschwerpunkte
Zu am TTN bearbeiteten Projekten zählen unter anderem:
- Nanobiotechnologien im interdisziplinären Diskurs
- Gentechnik: Eingriffe am Menschen – Ein Eskalationsmodell zur ethischen Bewertung
- Biotechnologie in gesellschaftlicher Deutung
- Grüne Gentechnik im öffentlichen Verständnis
- Autonomie und Demenz: Alzheimer-Demenz verstehen / Selbstbestimmung ermöglichen / Umfeld stabilisieren
- Ethisches Bewertungsmodell zur landwirtschaftlichen Tierhaltung
- Praxisorientierte Ethik in der Nutztierhaltung
- Biokraftstoffe aus Energiepflanzen: Eine Alternative zu Mineralölkraftstoffen? – Ethische Bewertung einer neuen Technologie
- Klinische Ethikberatung
- Ethische Fragen der Gesundheitsökonomie

## Vorsitzende des Trägervereins TTN seit der Gründung
- 1992–1998: Ernst-Ludwig Winnacker
- 1998–2003: Trutz Rendtorff
- 2003–2007: Friedrich Wilhelm Graf
- 2007–?: Christian Albrecht
- seit?: Reiner Anselm